# Пайпер Галлівел
Пайпер Галлівел (англ. Piper Halliwell) — вигадана персонажка серіалу «Усі жінки відьми», і одна з чотирьох головних героїнь серіалу. Персонажку зображає американська акторка Голлі Марі Комбс. Спочатку Пайпер середня з трьох сестер-чародійок. Проте на початку четвертого сезону, після смерті старшої сестри Прю, і появи раніше невідомої четвертої, Пейдж Метьюс, Пайпер стає старшою.

## Життя до подій серіалу
Пайпер народилася 3 липня 1973 року. Пайпер друга дочка Петті Галлівел і Віктора Беннета. Пайпер була миротворцем в сім'ї. Вона завжди намагалася загладити напружені стосунки між Прю і Фібі. Сестри прислухаються до її думки. Пайпер добре готує, вона працювала в ресторані, перший раз вона використовувала свою силу, коли проходила співбесіду в ресторані — дівчина не встигла приготувати страву і змахнула руками. Перевіряючий застиг, Пайпер скористалася моментом і закінчила страву, завдяки чому отримала роботу. У Пайпер був комплекс, вона хотіла жити нормальним життям. Пайпер з самого свого народження жила в будинку Галлівел в Сан-Франциско, а після від'їзду своєї молодшої сестри Фібі Галлівел продовжила там жити з своєю старшою сестрою Прю. Була адміністратором у ресторані «Квейк». Тепер Пайпер володіє клубом «Р3» і після смерті Прю, стала старшою сестрою.

## Життя з магією
У пілотній серії, «Усі жінки — відьми» Пайпер і її старша сестра Прю живуть у будинку їхнього дитинства. Через шість місяців після смерті бабусі, молодша сестра Фібі повернулися додому і знайшла Книгу Темряви на горищі. Три сестри зробили відкриття, стародавні пророцтва говорили про те, що три сестри відьми стануть наймогутнішими відьмами у світі — Чародійками. У Пайпер розвинена здатність молекулярних іммобілізацій, здатність уповільнювати молекули об'єкта, проте, якщо вона використовується на демонів вищого рівня, здатність тільки уповільнює молекули, але не повністю заморожує (вона не може заморозити добрих відьом). Її здатність викликається страхом. Вперше використовувала свої здібності в ході практичної роботи для ресторану — увійшов шеф-кухар перш ніж вона завершила своє приготування, і вона випадково заморозила його, але скористалася моментом і завершила приготування своєї страви. Далі її сили розвивались і вона може прискорювати молекули, що приводить до вибуху предметів.

## Характер
Пайпер — творча натура, забавна, не дуже смілива, але дуже добра і правильна в усіх відношеннях, трохи соромлива, ранима, панікерка, поступлива. З часом стає сильнішою, суворішою, серйознішою. Вона дуже охайна, іноді навіть занадто, що приводить до комічних ситуацій. Пайпер віддана своєму чоловікові і синам, любляча дружина, мати і сестра, справжня хранителька домівки, «серце сім'ї Галлівел». Як не дивно, боїться павуків і мишей, а також покарання за використання магії для особистої вигоди. Одним з найбільших страхів, зароджених ще в дитинстві, є страх того, що кожного разу, коли життя налагоджується, і вона, нарешті, щаслива, повинно трапитися щось погане.

## Особисте життя
Пайпер закохувалася в примару, в демона, в пожежника, в світлоносця, з останнім одружилася. Але відбулося це не відразу, Пайпер і її сестри знайомляться з їхнім новим сусідом Деном, яким незабаром зацікавився Пайпер. Вона довго з'ясовувала свої стосунки з Лео, адже відьма і світлоносець не можуть бути разом, але при цьому вони люблять одне одного… Пайпер і Ден почали зустрічатися, але Лео позбувся «крил», почав працювати з Пайпер в «Р3», і в результаті відьма віддала перевагу йому. До Лео повернулася його сила, але Пайпер все одно вирішила не переривати їхні відношення. Все змінили Старійшини, які сказали, що Пайпер і Лео не можуть бути разом. Тоді Лео робить пропозицію руки і серця, адже тільки священний союз Старійшини не порушать. Вони старалися все змінити, але в результаті дали згоду на весілля. І, нарешті, через два роки Пайпер і Лео одружилися, пройшовши через всі труднощі. Пайпер — хороша мати. Вона довго не могла завагітніти, але диво трапилося. Через дев'ять місяців у Пайпер і Лео, всупереч очікуванням дівчинки, народився хлопчик, якого назвали Ваєт Галлівел (повне ім'я Ваєт Метью Галлівел). У Пайпер стала по-справжньому міцна, любляча, практично ідеальна сім'я. Окрім Ваєта, Пайпер народила від Лео ще сина Кріса та пізніше доньку Мелінду.

## Зовнішність
З усіх чотирьох сестер зовнішність Пайпер змінюється найменш часто і радикально. Проте навіть ці незначні зміни відображають її розвиток як персонажа.
Волосся: Протягом усього дитинства і в свої двадцять років Пайпер має темно-каштанове волосся середньої довжини з чубчиком. Згодом вона відпускає волосся і трохи освітлює його. Під час першої вагітності вона додає світло-каштанові пасма. Згодом ці пасма зникають, і вона знову носить чубчик. Далі Пайпер продовжує відпускати волосся, часом укладаючи його у легкі кучері. Вона періодично підстригає волосся, але залишається з довгим. У 2050 році Пайпер все ще має довге волосся, яке до того часу посивіло.
Гардероб: У свої двадцять років її стиль одягу досить стриманий. З віком вона починає носити більш жіночні речі, іноді додаючи до образу рукавички для волосся.
Макіяж: Пайпер майже не використовує косметику. Вона надає перевагу натуральному вигляду, підбираючи кольори, які максимально близькі до її шкіри та губ. Більше макіяжу вона наносить лише для вечірок чи інших важливих подій.

## Професійне життя
1. Банк: До роботи в ресторані Пайпер працювала банківською службовицею. На жаль для її бабусі, Пайпер не хотіла працювати шеф-кухаркою у ресторані, оскільки робота в банку приносила більше грошей, а їхня родина потребувала додаткового доходу.
2. Квейк: Після смерті бабусі Пайпер вирішила здійснити її мрію та подала заявку на роботу шеф-кухарки в ресторані Квейк. Однак її найняли менеджеркою ресторану після того, як попередній шеф-кухар, Мур, залишив роботу, щоб працювати у Франції. Пайпер була незадоволена своєю посадою через постійні подвійні зміни та неприємного начальника. Через рік одна зі старих однокласниць, Джоан Герц, нагадала їй про мрію володіти власним рестораном. Це спонукало Пайпер звільнитися та почати здійснювати свою мрію.
3. P3: Після звільнення з Квейк Пайпер мала намір відкрити власний ресторан. Однак ризики виявилися занадто високими, і тому вона вирішила відкрити нічний клуб. За допомогою своїх сестер Пайпер відкрила P3, який швидко став найпопулярнішим клубом Сан-Франциско після того, як група Dishwalla провела там виступ. Хоча клуб кілька разів стикався з труднощами, загалом він приносив стабільний дохід для сестер. P3 став місцем, де вони могли відпочити після боротьби зі злом, тому Пайпер намагалася тримати його вільним від надприродного впливу. Однак кілька разів у клубі все ж виникали битви. Назву клубу P3 Пайпер дала на честь Сили трьох, вшанувавши себе та своїх сестер.
4. Ресторан: Через дев'ять років після відкриття P3 Пайпер вирішила продати клуб і нарешті здійснити мрію про відкриття власного ресторану. Пошук ідеального місця був доволі складним і викликав роздратування у її рієлтора. Однак після відвідування понад п'яти локацій Пайпер знайшла підходяще місце та почала організовувати всі процеси для відкриття. Вечір відкриття ресторану Галлівеллів став справжнім успіхом.

## Сили та здібності
1. Чаклування: Здатність читати заклинання і проводити ритуали.
2. Приготування зілля: Здатність готувати магічні зілля. Це вважається особливістю Пайпер через її любов і талант до кулінарії.
3. Пошук: Здатність знаходити людину чи об'єкт за допомогою кристала для пошуку, карти та іноді інших інструментів.
4. Медіумізм: Здатність бачити і спілкуватися з духами мертвих.
5. Молекулярна маніпуляція: Здатність маніпулювати матерією на молекулярному рівні. Зокрема, Пайпер може сповільнювати або прискорювати молекули.
- Молекулярна іммобілізація: Здатність сповільнювати молекули до такої міри, що вони "заморожуються". Ця сила діє майже на всі об'єкти й істоти. Це основна сила Пайпер, яку вона використовує через свої руки.
- Молекулярна детонація: Здатність прискорювати молекули до такої міри, що вони вибухають. Ця сила настільки розвинулася, що Пайпер змогла знищувати демонів вищого рівня. Це вважається її найсильнішою та найчастіше використовуваною силою.
- Відхилення: Здатність маніпулювати своєю поточною магічною силою, щоб відбивати енергію назад у тому напрямку, звідки вона надійшла. Пайпер може робити це, використовуючи свою силу молекулярної детонації.
- Молекулярне прискорення: Здатність викликати вібрацію молекул з такою швидкістю, що вони нагріваються і іноді стають нестабільними; це може призводити до плавлення чи загоряння. Пайпер отримала цю здатність у 2008 році.

6. Сила трьох: Колективна сила Пайпер та її сестер, яка посилює їхні індивідуальні здібності.
7. Високий опір: Здатність бути дуже стійкою до фізичних та магічних ушкоджень, виживаючи після атак, які зазвичай були б смертельними.
8. Тимчасові здібності: Сили, які Пайпер тимчасово отримувала, коли перетворювалася на інших істот або обмінювалася здібностями з ними.

## Смерті
- 1х22  «Дежа вю знов та знов» (англ. Deja Vu All Over Again) — убита демоном Родрігесом після зсуву часу Темпусом.
- 2х12  «Пробуджена» (англ. Awakened) — померла від гарячки Оройя.
- 3х09  "Пайпер-бридкий койот (англ. Coyot Piper) — убита Прю, щоб вигнати з неї творіння алхіміка.
- 3x12  «Демонічний рестлінг» (анг. Wrestling With Demons) — убита демоном, в Академіï демонів.
- 3x22  «Пекло виходить з-під контролю» (анг. All Hell Breaks Loose) — убита божевільною дівчиною (Еліс Хікс) пострілом з рушниці.
- 4x17  «Врятувати рядового Лео» (анг. Saving Private Leo) — убита колишніми друзями-примарами Лео.
- 5x06  «Демон має очі» (анг. The eyes have it) — вбита демоном Крі.
- 6x08  «Меч і місто» (анг. Sword And The City) — вбита мечем.
- 6x15  «Мрію про Фібі» (анг. I Dream of Phoebe) — убита за бажанням демона Джінні.
- 7x05  «Мертва, але не похована» (анг. Styx Feet Under) — убита Янголом Смерті для допомоги.
- 7x07  «Під крилом янгола-охоронця» (анг. Someone to Witch Over Me) — убита Швидкісним демоном.
- 7х16  «Сім років відьми» (The Seven Year Witch) — померла від тіньових демонів.